# Spyridium thymifolium
Spyridium thymifolium är en brakvedsväxtart som beskrevs av Reiss.. Spyridium thymifolium ingår i släktet Spyridium och familjen brakvedsväxter. Inga underarter finns listade i Catalogue of Life.